# Нэнси Дрю. Легенда о хрустальном черепе
«Нэнси Дрю. Легенда о хрустальном черепе» (англ. Nancy Drew: Legend of the Crystal Skull) — 17-я компьютерная игра-квест из серии «Нэнси Дрю». Создана компанией Her Interactive 3 октября 2007 года. Релиз русской версии состоялся 8 октября 2008 года.

## Сюжет
Нэнси Дрю вместе со своей подругой Бесс Марвин приезжает в Новый Орлеан, чтобы немного отдохнуть от расследований. Но прежде чем заняться развлечениями, по просьбе своего друга Нэда Никерсона она заезжает к его приятелю Генри Боле, парню, у которого умер двоюродный дед. Казалось, нет ничего проще, чем зайти в старинное поместье, поговорить с парнем, посочувствовать и уехать. Но всё получилось не так, как рассчитывала Нэнси…
Войдя в дом, Нэнси увидела человека-скелета, который тут же оглушил её. Очнувшись, она решает провести расследование и выяснить, что человек-скелет делал в поместье и почему он напал на неё.

## Отзывы
| Сводный рейтинг          | Сводный рейтинг |
| Агрегатор                | Оценка          |
| ------------------------ | --------------- |
| GameRankings             | 76,36 %         |
| Metacritic               | 79              |
| MobyRank                 | 76              |
| Иноязычные издания       |                 |
| Издание                  | Оценка          |
| GameZone                 | 8,0             |
| IGN                      | 7,5             |
| Adventure Classic Gaming | 3 из 5          |
| AdventureGamers          | 4               |
| Русскоязычные издания    |                 |
| Издание                  | Оценка          |
| Absolute Games           | 41 %            |
| «Игромания»              | 6,0             |